# 巴什科爾托斯坦共和國國徽

蘇聯時期的巴什基爾蘇維埃社會主義自治共和國國徽

巴什科爾托斯坦共和國國徽是俄羅斯巴什科爾托斯坦共和國的國家象徵之一，於1993年10月12日由該共和國的最高委員會制定並通過。

## 圖案
巴什科爾托斯坦共和國國徽的中心是烏法地標薩拉瓦特·尤拉耶夫雕像的圖案，為巴什基爾人的民族英雄薩拉瓦特·尤拉耶夫騎在馬背上的形象，象徵巴什基爾人作為遊牧民族的歷史。雕像圖案的背後是升起的太陽與放射狀的光芒，下方為綠色的乌拉尔棱子芹繖形花序圖案，這種植物是駱駝等家畜重要的草料，也可當成燃料或用來製作肥皂，乌拉尔棱子芹花序的圖案也出現在巴什科爾托斯坦共和國國旗中，為一個由七枚花梗組成的花序，象徵巴什基爾人最古老的七個部落。國徽的最下方則為該國國旗的飾帶圖案，其中白色處以大写西里爾字母書寫巴什科爾托斯坦共和國的國名。

## 設計歷史
巴什科爾托斯坦共和國國徽的設計約費時兩年，起初負責制定國徽的委員會收到了40件草案，其中有一件草案使用飛馬的圖案，但因飛馬當時已是哈薩克共和國的象徵而被否決，另有一草案採用一隻白色的狼、太陽與烏拉山脈作為國徽中心的圖案，但亦被委員會否決。1993年10月12日，巴什科爾托斯坦共和國最高委員會正式通過由藝術家法茲列金·法拉霍維奇·伊斯拉霍夫（Фазлетдин Фаррахович Ислахов, Fazletdin Farrahovich Islakhov）設計的草案，圖案為薩拉瓦特·尤拉耶夫雕像、乌拉尔棱子芹與太陽光芒。最初的設計中，雕像上薩拉瓦特·尤拉耶夫是騎馬朝向左側，左手揚起鞭子，1993年之後改為朝向右側，右手揚起鞭子，以符合烏法薩拉瓦特·尤拉耶夫雕像的真實樣貌。